# Paulinum punctatum
Paulinum punctatum är en nässeldjursart som först beskrevs av Ernst Vanhöffen 1911.  Paulinum punctatum ingår i släktet Paulinum och familjen Capitata. Inga underarter finns listade i Catalogue of Life.